# Губернатор Мату-Гросу-ду-Сул
Губернатор Мату-Гросу-ду-Сул (порт. Governador do Mato Grosso do Sul) — глава уряду бразильського штату Мату-Гросу-ду-Сул. Це державна посада, яка обирається за мажоритарною виборчою системою у два тури. 
Якщо кандидат набирає більше 50% від загальної кількості голосів у першому турі, він вважається обраним без необхідності проведення другого туру. Але якщо жоден з кандидатів не набере абсолютної більшості, відбудеться другий тур голосування, у якому братимуть участь лише два кандидати, які набрали найбільшу кількість голосів у першому турі. Переможець другого туру буде обраний губернатором. Законодавча влада триває 4 роки, і губернатор має право переобрання без обмеження строку.
Держава була створена Додатковим законом № 31, прийнятим 11 жовтня 1977 року. Нинішнім губернатором Мату-Гросу-ду-Сул є Рейнальдо Азамбуджа, обраний 26 жовтня 2014 року та приведений до присяги 1 січня 2015 року 
Кольори вказують на те, як кожен губернатор був обраний, з губернаторами, які обираються безпосередньо, губернаторами, які прийшли до уряду по лінії спадкоємності (наприклад, коли віце-губернатор займає посаду губернатора, або коли президент Законодавчих зборів приймає на себе уряд, якщо немає віце-губернатора), а також губернатори, обрані непрямим голосуванням або приведені до присяги через революційні рухи, включно з тими, хто зайняв посаду як законні заміни, не обрані безпосередньо.

## Уряд
Резиденція уряду Губернаторство Мату-Гросу-ду-Сул, розташована в парку дос-Подерес, у столиці Сульматогросенсе, Кампо-Гранді . Будівлю також займає штаб-квартира державного секретаря з питань уряду та стратегічного управління та підсекретаріат зв’язку.  
За проектом архітектора Ельвіо Гарабіні, який також спроектував значну частину будівель парку, споруда була урочисто відкрита в 1983 році разом з усім комплексом громадських органів.
На момент відкриття комплексу в цьому будинку тимчасово розміщувався Уряд, де мав бути лише один секретаріат. Було заплановано будівництво урядового палацу, але губернатор Педро Педросян відмовився від цієї ідеї. Таким чином, губернаторство було остаточно закріплено за тим самим місцем, де воно було і яке воно займає донині. У 2000 році розглядався варіант будівництва палацу, але знову від нього відмовилися. 
Губернатор не має офіційної резиденції. Його місцем роботи є губернаторство Мату-Гросу-ду-Сул.

## Колишні діючі губернатори
- Марсело Міранда, 2-й і 6-й губернатори, 1938 року народження
- Zeca do PT, 9-й губернатор, 1950 року народження
- Андре Пучінеллі, 10-й губернатор, 1948 року народження